# Marathon de Boston 2016
Navigation
Édition précédente Édition suivante
Le Marathon de Boston de 2016 est la 120e édition du Marathon de Boston dans le Massachusetts qui a eu lieu le lundi 18 avril 2016 (Patriots' Day). Organisé par la Boston Athletic Association, c'est le deuxième des World Marathon Majors à avoir lieu en 2016 après le Marathon de Tokyo.
L'Éthiopien Lemi Berhanu remporte la course masculine avec un temps de 2 h 12 min 45 s et sa compatriote Atsede Baysa s'adjuge le titre féminin avec un temps de 2 h 29 min 19 s.

## Résultats

### Hommes
| Rang | Athlète          | Nationalité | Temps           |
| ---- | ---------------- | ----------- | --------------- |
| 1    | Lemi Berhanu     | Éthiopie    | 2 h 12 min 45 s |
| 2    | Lelisa Desisa    | Éthiopie    | 2 h 13 min 32 s |
| 3    | Yemane Tsegay    | Éthiopie    | 2 h 14 min 02 s |
| 4    | Wesley Korir     | Kenya       | 2 h 14 min 05 s |
| 5    | Paul Lonyangata  | Kenya       | 2 h 15 min 45 s |
| 6    | Sammy Kitwara    | Kenya       | 2 h 16 min 43 s |
| 7    | Stephen Chebogut | Kenya       | 2 h 16 min 52 s |
| 8    | Abdi Nageeye     | Pays-Bas    | 2 h 18 min 05 s |
| 9    | Getu Feleke      | Éthiopie    | 2 h 18 min 46 s |
| 10   | Zachary Hine     | États-Unis  | 2 h 21 min 37 s |

### Femmes
| Rang | Athlète                | Nationalité | Temps           |
| ---- | ---------------------- | ----------- | --------------- |
| 1    | Atsede Baysa           | Éthiopie    | 2 h 29 min 19 s |
| 2    | Tirfi Tsegaye          | Éthiopie    | 2 h 30 min 03 s |
| 3    | Joyce Chepkirui        | Kenya       | 2 h 30 min 50 s |
| 4    | Jelena Prokopcuka      | Lettonie    | 2 h 32 min 28 s |
| 5    | Valentine Kipketer     | Kenya       | 2 h 33 min 13 s |
| 6    | Flomena Cheyech Daniel | Kenya       | 2 h 33 min 40 s |
| 7    | Buzunesh Deba          | Éthiopie    | 2 h 33 min 56 s |
| 8    | Fate Tola              | Éthiopie    | 2 h 34 min 38 s |
| 9    | Neely Spence Gracey    | États-Unis  | 2 h 35 min 00 s |
| 10   | Mamitu Daska           | Éthiopie    | 2 h 37 min 31 s |